# Madonna del Rosario (van Dyck Palazzo Abatellis)
Madonna del Rosario è un dipinto a olio su tela attribuito ad Antoon van Dyck. È conservato presso la Galleria Regionale del Palazzo Abatellis di Palermo. Proviene dalla chiesa di Santa Caterina.
Il quadro "registra la gratitudine per la cessazione della pestilenza che colpì Palermo nel 1624" e rientra fra gli esempi di arte "alta" utilizzata per gli ex voto.